# Globo della Scienza e dell'Innovazione
Il Globo della Scienza e dell'Innovazione (in inglese: The Globe of Science and Innovation) è uno spazio espositivo creato per presentare ai visitatori le ricerche che vengono svolte al CERN: la struttura di legno, alta 27 metri e con un diametro di 40 metri, simboleggia il pianeta Terra, originariamente costruita per l'Expo.02, tenutosi a Neuchâtel, e successivamente trasferita nell'attuale posizione, a Meyrin (Canton Ginevra), nel 2004.

## Struttura
Il globo è stato costruito per l'Expo.02 di Neuchâtel, col nome di Palais de l'Equilibre. È stato progettato dagli architetti ginevrini Hervé Dessimoz and Thomas Büchi come modello di architettura sostenibile. Il globo è costituito da due sfere concentriche di legno (precisamente di pino di Scozia, abete di Douglas, abete, larice, e acero del Canada), la sfera esterna è composta da assi di legno e ha la funzione di proteggere la sfera interna dagli agenti atmosferici. Due rampe di scale a spirale, posizionate tra le due sfere, danno accesso al secondo piano.
Al termine di Expo.02 la Confederazione Svizzera ha donato l'edificio al CERN, il quale l'ha rinominato col nome attuale: The Globe of Science and Innovation. Il globo è stato trasferito nel 2004, in occasione del cinquantesimo anniversario del CERN. Nel 2010 vi è stato un rinnovamento col l'installazione della mostra permanente Universo di Particelle, aperta al pubblico il 1º luglio dello stesso anno. Il Globo è gestito dalla fondazione The Foundation for the Globe of Science and Innovation.

## Esposizioni

### Universo di Particelle

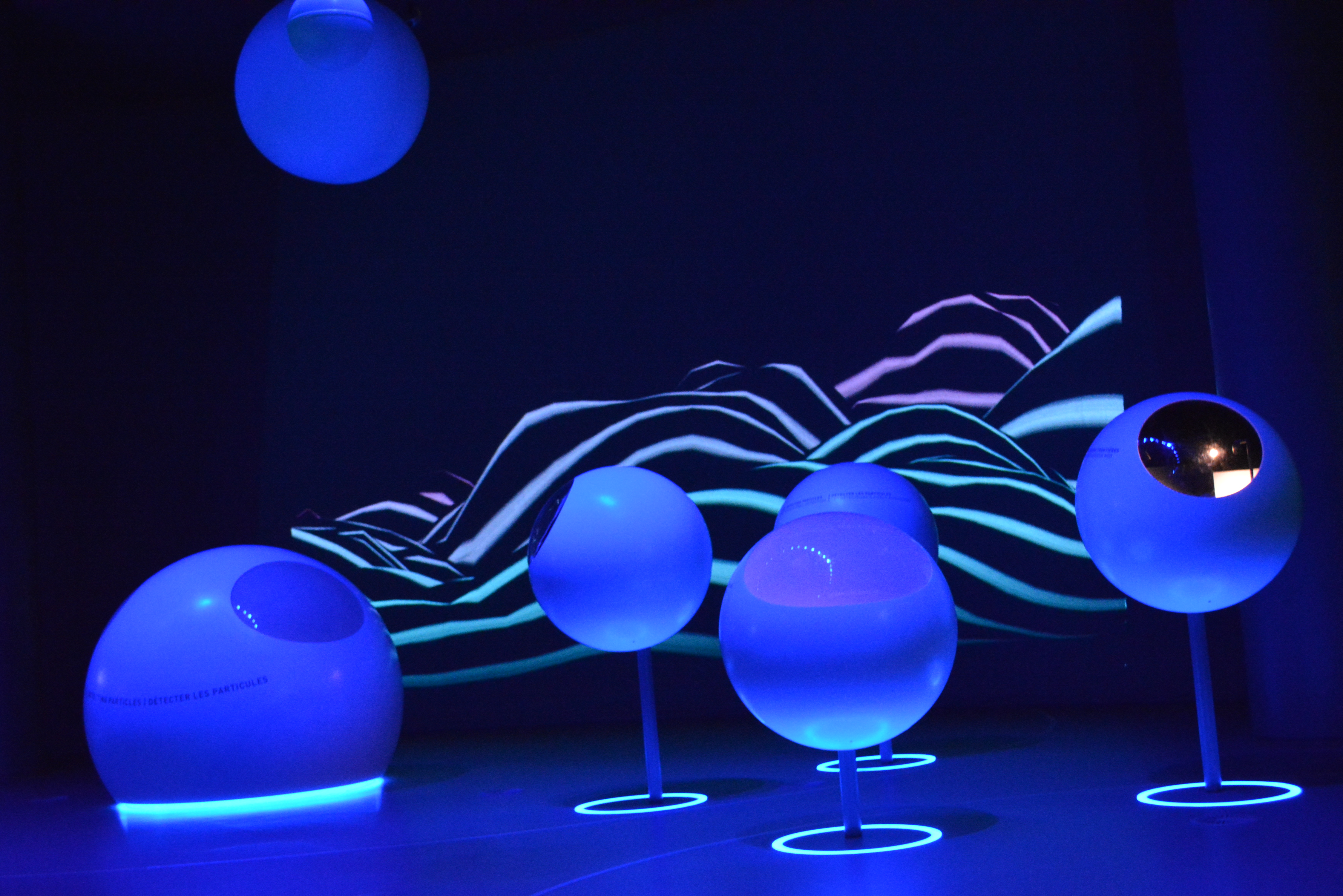
Esposizione nel Globo

Il primo piano del globo è occupato dall'unica mostra permanente, Universo di Particelle (Universe of Particles). La mostra è divisa in sei aree:
- Mysterious worlds - questa sezione presenta alcune domande sull'universo che vengono studiate al CERN.
- LHC - questa sezione include una grande mappa del CERN con indicati i percorsi seguiti dalle particelle nell'acceleratore.
- Detecting particles - questa sezione mostra come le particelle vengono accelerate e rilevate.
- Science without borders - questa sezione mostra come la ricerca fondamentale ha condotto alla moderna tecnologia. È inoltre esposto il primo server WWW.
- In their own words - gli scienziati rispondono alle domande che guidano le loro ricerche.
- Research area - questa sezione mostra le attività attuali del CERN.

### Secondo piano
Il secondo piano è una stanza, con alti soffitti e pareti in legno, utilizzata per conferenze stampa ed eventi.